# Gobiosoma ginsburgi
Gobiosoma ginsburgi és una espècie de peix de la família dels gòbids i de l'ordre dels perciformes.

## Morfologia
Els mascles poden assolir els 6 cm de longitud total.

## Distribució geogràfica
Es troba a Nord-amèrica: des de Massachusetts fins a Geòrgia.